# 金元基 (副総理)
金 元基（キム・ウォンギ、1924年12月3日 - 2001年2月18日）は、大韓民国の政治家。本貫は延安金氏。

## 生涯
1924年、忠清南道唐津郡にて誕生。1949年に高麗大学校政治学科を卒業。1958年に米ジョージ・ワシントン大学経営行政大学院を修了。
1961年から1968年までは財務部に所属し、理財局長、国庫局長、企画管理室長、税政次官補を歴任。その後、建設部次官（1968年）、財務部次官（1970年-1972年）、財務部長官（1978年-1980年）、副総理兼経済企画院長官（1980年）、国家保衛非常対策委員会委員（1980年）、韓国道路公社理事長（1984年-1986年）を務めた。
民間では大韓水泳連盟会長（1970年-1978年）、韓国産業銀行総裁（1972年-1974年）、大韓オリンピック委員会副委員長（1974年）、学校法人 高麗中央学院理事（1975年）、高麗大学校校友会会長（1975年-1985年）、韓国貿易協会会長（1980年）、韓国小児麻痺協会理事長（1980年）、産学協同財団理事長（1982年）、雙龍グループ常任顧問（1983年） 、学校法人 国民大学校理事長（1989年）を務めた。